# Limnephilus solidus
Limnephilus solidus là một loài Trichoptera trong họ Limnephilidae. Chúng phân bố ở vùng Tân nhiệt đới và vùng Tân Bắc giới.